# مارپیچه‌ها
مارپیچه‌ها یا سرپای مارپیچی (spirula) جانوری نرم‌تن از
تنها جانور زنده از خانوادهٔ مارپیچیان (Spirulidae) است.
مارپیچه‌ها از بالاراستهٔ ده‌پاشکلان (Decapodiformes) است.

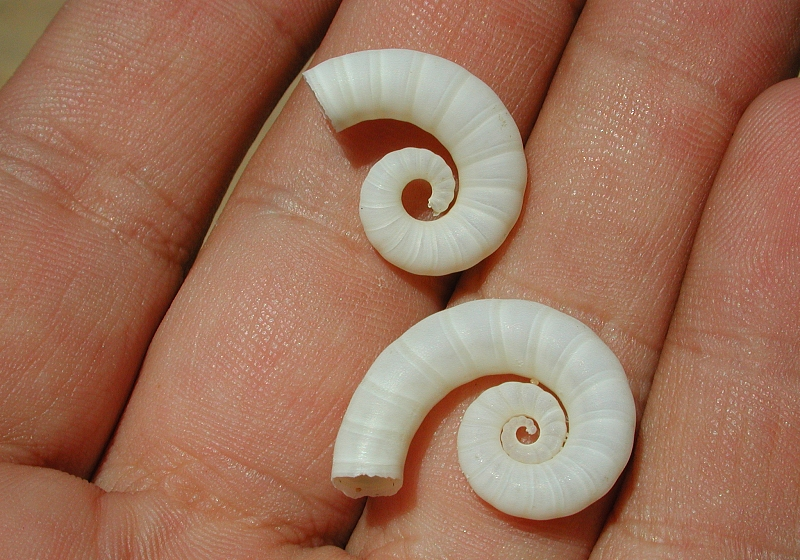
Spirula spirula, Mission Beach, National Park, کوئینزلند, 2002
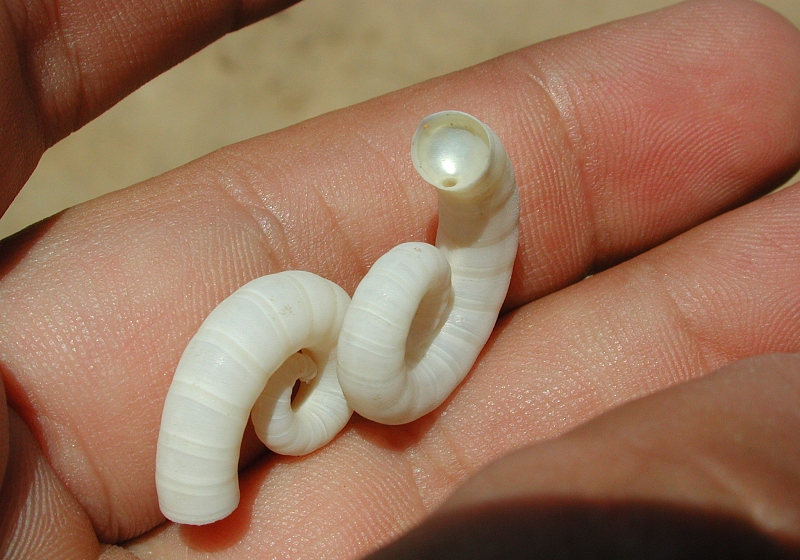
Spirula spirula, Mission Beach, National Park, کوئینزلند, 2002